# Катастрофа Boeing 707 под Лимой
Катастрофа Boeing 707 под Лимой — крупная авиационная катастрофа, произошедшая в ночь с понедельника 26 на вторник 27 ноября 1962 года в районе Лимы (Перу), когда пассажирский самолёт Boeing 707-441 бразильской авиакомпании VARIG, выполняя рейс из Рио-де-Жанейро, заходил на посадку, но врезался в гору в нескольких милях от аэропорта. В этой авиакатастрофе погибли 97 человек, что на то время делало её крупнейшей в Перу.

## Самолёт
Boeing 707-441 с регистрационным номером PP-VJB (заводской — 17906, серийный — 129) был выпущен в 1960 году и 2 июня совершил свой первый полёт, после чего 16 июня поступил к заказчику — бразильской авиакомпании VARIG. Также с декабря 1960 года по май 1961 года лайнер сдавался в лизинг израильской авиакомпании El Al, после чего вернулся обратно в VARIG. Его четыре реактивных двигателя были модели Rolls-Royce Conway 508. Общая наработка авиалайнера составляла 6326,41 часов, в том числе 1,27 часа с момента последней проверки.

## Экипаж
В связи с большой протяжённостью маршрута на борту рейса 820 находился двойной экипаж, всего 17 человек:
- Командиры воздушного судна — Жилберто Саломони (порт. Gilberto Salomoni) и Эду Мишел (порт. Edu Michel).
- Вторые пилоты — Фредерико Хельмут Хиршман (порт. Frederico Helmut Hirschmann) и Гаспар Балтазар Феррарио (порт. Gaspar Balthazar Ferrario).
- Бортинженеры — Леонардо Нунофер (порт. Leonardo Nunhofer) и Арминдо Феррейра Масиэл (порт. Armindo Ferreira Maciel).
- Бортрадисты — Бесмар Лино дус Рейс (порт. Besmar Lino dos Reis) и Франсиско Эванжелиста Оливейра (порт. Francisco Evangelista Oliveira).
- Бортпроводники:
  - Джосели Эрика Стайн (порт. Jocely Erica Stein),
  - Элио Арантес Сараута (порт. Helio Arantes Carauta),
  - Пиндаро Фигейредо Бастос (порт. Pindaro Figueiredo Bastos),
  - Эспедито Гомес Васконселос (порт. Espedito Gomes Vasconcelos),
  - Ассо Грундиг (порт. Hasso Grundig),
  - Хосе Пирес Рошаэл (порт. José Pires Rochael),
  - Армандо Максимилиано де Вогт (порт. Armando Maximiliano de Vooght),
  - Сумико Окумура (порт. Sumiko Okumura),
  - Мария Розе Франкел (порт. Marie Rose Frankel).

За исключением немца-стюарда и француженки-стюардессы, члены экипажа в основном являлись бразильцами.

## Катастрофа
Борт PP-VJB выполнял регулярный пассажирский рейс RG-810 по маршруту Рио-де-Жанейро—Лима—Кали—Панама—Мехико—Лос-Анджелес. В 03:43 с 80 пассажирами и 17 членами экипажа авиалайнер вылетел из аэропорта Галеан (Рио-де-Жанейро) и направился к Лиме. В соответствие с планом полёт проходил через опорные пункты Pisasununga (прохождение доложено в 04:30), Campogrande (05:24), Curumba (05:48), Santa Cruz (06:30), Cochabamba (06:52), Charaña (07:15) и Pisco (08:13). В 08:09 экипаж установил связь с диспетчерским центром в Лиме и доложил, что следует на высоте 36 000 футов (11 000 м), рассчитывает пройти точку Pisco в 08:13, а в 08:36 приземлиться в аэропорту имени Хорхе Чавеса (Лима), после чего запросил разрешение на снижение. В ответ диспетчер сообщил о встречном самолёте — Douglas DC-6, который вылетел из Лимы в 07:36, следовал на высоте 13 500 футов (4100 м) и также рассчитывал пройти Pisco в 08:13.
Погодные условия на участке от Писко до Лимы в это время можно охарактеризовать как хорошие: ветер 200° 5 узлов, сплошная слоистая облачность на высоте 510 метров, видимость 14 километров.
В 08:13 рейс 810 прошёл Писко, после чего в 08:14 экипаж доложил о начале снижения. В 08:19 с самолёта доложили о достижении высоты 26 000 футов (7900 м), на что диспетчер дал разрешение продолжать снижение и выполнять прямой заход на посадку на полосу 33. В 08:24 экипаж доложил диспетчеру подхода о прохождении высоты 15 000 футов (4600 м) и что он в 10 минутах полёта от аэродрома. В 08:30 на высоте 12 000 футов (3700 м) рейс 810 подошёл к Лас-Пальмасу. Так как он ещё находился достаточно высоко для выполнения захода на посадку, диспетчер подхода посоветовал выполнить разворот на 360° со снижением над Лас-Пальмасом, после чего повторно доложить о его прохождении. После разворота самолёт вновь было вернулся на курс 330°, но фактически следовал теперь чуть правее. Пройдя к востоку от аэропорта Луматамбо, авиалайнер повернул вправо, направившись к аэропорту Кальяо. Затем экипаж повернул на юг, чтобы занять курс, обратный посадочному, и следовал так, пока не прошёл западнее Лас-Пальмаса, после чего продолжал полёт ещё на протяжении трёх минут, прежде чем развернулся на 180° на север для захвата посадочного курса 327°. Затем в 08:37 связь с рейсом 810 внезапно прервалась. После ряда неудачных попыток связаться с экипажем в 08:55 диспетчер подхода объявил чрезвычайную ситуацию.
В 18:00 GMT (13:00 местного времени) перуанские ВВС обнаружили обломки самолёта на горе Крус (La Cruz, высота около 750 метров) в 25 километрах к востоку от аэропорта Кальяо и в 20 километрах от Лимы. Примерно в 08:37 GMT (03:37 местного времени) летящий в темноте с фактическим курсом 333° «Боинг» в 8 милях восточнее траектории захода на высоте около 2000 футов (610 м) врезался в гору и взорвался, полностью разрушившись. Все 97 человек на борту погибли. По числу жертв на то время это была крупнейшая авиакатастрофа в Перу (на 2015 год — третья).

## Расследование
Как показало изучение обломков, столкновение произошло при выпущенных основных шасси (положение переднего шасси установить не удалось), двигатели и их гондолы были до удара целыми и работали в нормальном режиме. Сама скорость столкновения была определена как 165—170 узлов, что является нормальной скоростью для захода. Хотя контрольные точки на маршруте рейс 820 проходил в соответствии с планом, но на преодоление последнего 113-мильного отрезка Писко — Лима у него ушло 23 минуты, тогда как остальные рейсы его проходили за 16 минут. Правда, эту разницу в 7 минут можно объяснить тем, что рейс 820 при подходе был вынужден задержаться на крейсерской высоте, начав снижение только после Писко.
Следователи изучили записи с бортовых самописцев, особенно последние 23 минуты, от момента прохождения Писко. Снижение с высоты 36 000 футов (11 000 м) было начато после Писко, при этом самолёт сперва изменил курс с 286° на 338°, а после на 330°. Высота в этот момент составляла 34 000 футов (10 000 м), а снижение выполнялось с вертикальной скоростью более 1500 футов (460 м) в минуту, в результате чего приборная скорость за 8 минут до происшествия достигала 445 узлов. Спустя 6 минут после прохождения Писко экипаж получил разрешение снижаться и выполнять прямой заход на полосу 33. В этом случае подразумевалось, что Лас-Пальмас будет пройден на высоте 2000 футов (610 м), однако фактически лайнер подошёл к нему на высоте 15 000 футов (4600 м), что значительно больше высоты, допустимой для выполнения захода на посадку с прямой. При этом регистратор полётных данных не зафиксировал резких снижений или переходов в горизонтальный полёт, то есть недостаточно быстрое снижение нельзя объяснить маневрированием для избежания сближения с другими воздушными судами в окрестностях Лимы.
Пролетая над Лимой, экипаж через облака не видел города, но зато в темноте хорошо заметил его огни. Затем с самолёта попросили включить приводную радиостанцию аэропорта Кальяо. Возможно, что в это время радиокомпас был ошибочно настроен на приводную радиостанцию старого аэропорта Луматамбо и экипаж по ошибке ориентировался на него. Этим и возможно объяснить, почему лайнер повернул с курса 325° на 342°, после чего прошёл в миле от старого аэропорта. Выйдя на новый аэропорт (Кальяо), рейс 820 повернул на юг, с курсом, обратным посадочному, после чего, продолжая следовать в южном направлении, поймал радиосигнал от радиомаяка, который принял за сигнал от радиомаяка курсо-глиссадной системы.
Когда экипаж выполнил последний разворот на 180°, то он занял не посадочный курс 327°, а 012°, то есть начав уклоняться к востоку. Возможно, что экипаж неправильно прошёл показания интегральной системы навигации, иначе по-другому не объяснить, что он продолжал полёт с курсом 012° на протяжении трёх минут. Также возможно, что они ориентировались на сигнал от приводной станции старого аэропорта. Когда через несколько минут сигнал от приводной станции оказался по левому борту, экипаж, заподозрив неисправность курсо-глиссадной системы, перестал ориентироваться по радиокомпасу, повернув на курс 333°.

## Причины
Причиной катастрофы комиссия назвала уклонение самолёта, когда он следовал вдоль курса, обратному посадочному для аэропорта Кальяо. Чем было вызвано данное уклонение, следователи определить точно не смогли.

### Комментарии
1. ↑  Здесь и далее по умолчанию указано Среднее время по Гринвичу (GMT)
2. 1 2  В разных разделах отчёта ICAO приводятся противоречивые данные. На странице 140 говорится: "12000 над Лас-Пальмас", а на странице 143 говорится: "подошли к Лас-Пальмас на 15000".